# 냥뇽녕냥
히나(본명 장나영, 2001년 1월 30일~)은 대한민국의 코스플레이어, 인플루언서, 기타리스트, 키보디스트이다. 밴드 QWER의 멤버이며 활동명은 히나(Hina)이다.

## 학력
- 인천정각중학교 졸업
- 인명여자고등학교 졸업
- 연성대학교(휴학)